# Bilyjomyia fontana
Bilyjomyia fontana is een muggensoort uit de familie van de dansmuggen (Chironomidae). De wetenschappelijke naam van de soort is voor het eerst geldig gepubliceerd in 2009 door Niitsuma en Watson.

## Voorkomen
De soort komt voor in Japan.